# Ruszlan Karimovics Nyigmatullin
Ruszlan Karimovics Nyigmatullin (oroszul: Русла́н Кари́мович Нигмату́ллин, tatárul: Руслан Кәрим улы Нигъмәтуллин; Kazany, 1974. október 7. –) orosz válogatott labdarúgókapus. Sportolói pályafutását követően lemezlovasként kezdett el dolgozni.

## Pályafutása

### Klubcsapatban
Kazanyban született, Tatárföldön. Pályafutását a KAMAZ csapatában kezdte 1992-ben. Két évvel később a Szpartak Moszkva igazolta le, ahol 1995 és 1997 között játszott és két orosz bajnoki címet szerzett. 1998-tól 2001-ig Lokomotyiv Moszkvában szerepelt és ezalatt bekerült az orosz válogatottba is. 2002 és 2004 között a olasz Hellas Verona játékosa volt, de két alkalommal is kölcsönadták, 2002-ben a CSZKA Moszkva, 2003-ban a Salernitana vette kölcsön. 2004-ben hazatért a Lokomotyiv Moszkvához, ahol mindössze egy mérkőzésen lépett pályára. 2005-ben a 
Tyerek Groznij csapatában játszott, majd 2006 februárjában bejelentette visszavonulását, azonban 2008 szeptemberében úgy döntött mégis folytatja és leszerződött az SZKA Rosztov együtteséhez. 2009-ben az izraeli Makkabi Ahi Názáretben fejezte be a pályafutását.

### A válogatottban
2002 és 2002 között 24 alkalommal játszott az orosz válogatottban. Részt vett a 2002-es világbajnokságon.

## Sikerei, díjai
Szpartak Moszkva
- Orosz bajnok (2): 1996, 1997

Lokomotyiv Moszkva
- Orosz bajnok (1): 2004
- Orosz kupa (2): 2000. 2001

Egyéni
- Az év orosz labdarúgója (1): 2001